# Cis delicatulus
Cis delicatulus es una especie de coleóptero de la familia Ciidae.

## Distribución geográfica
Habita en Cuba.